# 沼田町 (広島県)
沼田町（ぬまたちょう）はかつて広島県安佐郡に存在した町である。安佐郡の西端部に位置していた。
1971年4月1日に広島市に編入されて消滅したが、この合併は広島市が政令指定都市昇格を目指して推進した周辺町村との合併の第一号であった。現在は西風新都として新興住宅などが開発されている。

## 町名の由来
1898年まで存在した郡名（沼田郡）にちなむ。旧沼田町域は全て沼田郡に属していた。

## 沿革
- 1889年4月1日 - 市町村制施行。当時町域にはいずれも沼田郡に属する伴村（大塚・伴)と戸山村（阿戸・吉山）があった。
- 1898年10月1日 - 高宮・沼田両郡が統合して安佐郡が成立する。伴・戸山両村は安佐郡の村になる。
- 1955年4月1日 - 伴・戸山両村が対等合併して町制施行し、沼田町が成立する。
- 1971年4月1日 - 広島市に編入され、消滅する。

## 地理
河川
- 安川 - 太田川支流。
- 吉山川 - 太田川支流
- 奥畑川
- 大塚川

山
- 東郷山（標高977.4m）
- 窓ヶ山（標高711.2m）
- 向山（標高665.9m）
- 岳山（標高521.5m）
- 火山（標高488.3m）
- 丸山（標高457.6m）

## 大字
- 阿戸（あと）
- 大塚（おおつか）
- 伴（とも）
- 吉山（よしやま）

## 交通（1971年3月31日当時のデータ）

### 鉄道
当時は存在せず。（アストラムラインは1994年の開業。）

### 道路
国道
町内は通過していない。
主要地方道
- 広島県道安佐安古市線 - 広島県道38号安佐安古市線（1972 - 1994年） - 広島県道38号広島豊平線

一般県道
- 広島県道久地廿日市線 - 広島県道173号久地廿日市線（1972 - 1994年） - 広島県道77号久地伏谷線
- 広島県道伴広島線 - 広島県道265号伴広島線（1972年 - 現存）
- 広島県道伴麦谷線 - 広島県道266号伴麦谷線（1972 - 1982年） - 広島県道71号広島湯来線

## 教育（1971年3月31日当時のデータ）
小学校
- 沼田町立伴小学校
- 沼田町立伴小学校奥畑分校 - 広島市編入後の1972年8月閉校。
- 沼田町立戸山小学校

中学校
- 沼田町立伴中学校
- 沼田町立戸山中学校